# Maria Lind
Maria Lind, född 1966 i Stockholm, är en svensk konstkritiker och kurator.

## Biografi
Maria Lind studerade på Stockholms universitet från 1986 och på Independent Study Program vid Whitney Museum of American Art i New York. Hon har arbetat som konstkritiker sedan början av 1990-talet, bland annat i Dagens Nyheter.
Maria Lind var intendent på Moderna Museet i Stockholm 1997–2001 och 2002–2004 chef för och kurator vid Kunstverein München i München. Hon var chef för Iaspis 2005–2007 och 2008–2010 ansvarig för masterprogrammet på Center for Curatorial Studies and Art in Contemporary Culture vid Bard College i New York.
Maria Lind var utställningskommissarie för Sveriges medverkan i São Paulobiennalerna 2002 (med Annika Eriksson som konstnär) och 1998 (med Ann-Sofi Sidén som konstnär). År 1998 var hon medkurator för den europeiska biennalen för samtidskonst Manifesta 2 i Luxemburg tillsammans med Robert Fleck och Barbara Vanderlinden. Hon mottog 2009 det amerikanska priset Walter Hopps Award for Curatorial Achievement. 2016 var hon huvudkurator för Gwangubiennalen.
Mellan åren 2011 och 2018 var Maria Lind chef för Tensta konsthall.
Tillsammans med Anca Rujoiu kurerade hon den 3:e upplagan av Encounters Biennial, i Timișoara, Rumänien, i september 2019. I maj 2020 utsågs hon av regeringen till nytt kulturråd vid Sveriges ambassad i Moskva. Sedan augusti 2023 är hon museichef vid Konstmuseet i Norr i Kiruna.
Maria Lind har flera gånger deltagit i SVTs TV-program Kulturfrågan Kontrapunkt, senast 2024.